# Didești (gmina)
Didești – gmina w Rumunii, w okręgu Teleorman. Obejmuje miejscowości Didești, Însurăței i Satu Nou. W 2011 roku liczyła 1322 mieszkańców. 